# Kroczyce (gemeente)
De gemeente Kroczyce is een landgemeente in het Poolse woiwodschap Silezië, in powiat Zawierciański.
De zetel van de gemeente is in Kroczyce.
Op 30 juni 2004 telde de gemeente 6212 inwoners.

## Oppervlakte gegevens
In 2002 bedroeg de totale oppervlakte van gemeente Kroczyce 110,15 km², waarvan:
- agrarisch gebied: 59%
- bossen: 30%

De gemeente beslaat 10,98% van de totale oppervlakte van de powiat.

## Demografie
Stand op 30 juni 2004:
| Omschrijving                   | Totaal | Totaal | Vrouwen | Vrouwen | Mannen | Mannen |
| ------------------------------ | ------ | ------ | ------- | ------- | ------ | ------ |
| eenheid                        | aantal | %      | aantal  | %       | aantal | %      |
| inwoners                       | 6212   | 100    | 3094    | 49,8    | 3118   | 50,2   |
| bevolkingsdichtheid (inw./km²) | 56,4   | 56,4   | 28,1    | 28,1    | 28,3   | 28,3   |

In 2002 bedroeg het gemiddelde inkomen per inwoner 1270,42 zł.

## Administratieve plaatsen (sołectwo)
Biała Błotna, Browarek, Dzibice, Dobrogoszczyce, Gołuchowice, Huta Szklana, Kostkowice, Kroczyce Okupne, Kroczyce Stare, Lgota Murowana, Lgotka, Podlesice, Piaseczno, Pradła, Przyłubsko, Siamoszyce, Siedliszowice, Siemięrzyce, Szypowice, Trzciniec.

## Aangrenzende gemeenten
Irządze, Niegowa, Ogrodzieniec, Pilica, Szczekociny, Włodowice, Zawiercie